# Cvi Lurie
Cvi Lurie (hebrejsky: צבי לוריא, 1906–1968) byl židovský politik v mandátní Palestině. Šlo o člena Židovské národní rady (hebrejsky: Vaad Leumi) a signatáře izraelské deklarace nezávislosti.
Žil v kibucu Ejn Šemer a byl členem přidružené organizace ha-Šomer ha-Ca'ir, jejímž generálním tajemníkem byl v letech 1935 až 1937. V Židovské národní radě zastupoval právě Hašomer Hacajr a po vyhlášení nezávislosti Izraele v květnu 1948 byl kooptován do Prozatímní státní rady. Byl jedním ze zakladatelů izraelského rozhlasu Kol Jisra'el.
Po vzniku státu vycestoval z Izraele a snažil se o posilování vztahu mezi Izraelem a Židy v diaspoře. Zemřel v roce 1968.